# Charmless Man
Charmless Man är den brittiska alternativa rockgruppen Blurs femtonde singel, utgiven den 22 april 1996. Som bäst nådde singeln plats 5 på den brittiska topplistan. Detta var fjärde och sista singeln från albumet The Great Escape. 

## Låtlista
Samtliga låtar är skrivna av Albarn/Coxon/James/Rowntree
- CD

1. "Charmless Man"
2. "The Horrors"
3. "A Song"
4. "St Louis"

- Europeisk CD

1. "Charmless Man"
2. "The Man Who Left Himself"
3. "Tame"
4. "Ludwig"

- 7" and kassett

1. "Charmless Man"
2. "The Horrors"